# Seum
Seum è un singolo della cantante francese Eva, pubblicato il 28 settembre 2023.

## Video musicale
Il video è stato reso disponibile in concomitanza con la pubblicazione del brano.

## Tracce
Testi e musiche di Eva e Damso.
1. Seum – 3:44

## Formazione
- Eva – voce
- Damso – produzione

## Classifiche
| Classifica (2023) | Posizione massima |
| ----------------- | ----------------- |
| Francia           | 173               |